# Fuád Siniora
Fuád Siniora (arabsky فؤاد السنيورة‎, Fuád as-Sanjúra; * 19. července 1943 Sidón) je libanonský politik, bývalý libanonský premiér, kterým byl od 19. července 2005 do 25. května 2008. Z funkce odstoupil 9. listopadu 2009 ve prospěch Saada Harírího, syna zesnulého Rafíka Harírího.

## Počátky kariéry
V 70. letech pracoval pro Citibank a vyučoval na Americké univerzitě v Bejrútu, své alma mater, a na Libanonské univerzitě.

## Člen Parlamentu Libanonu
V letech 2000 až 2004 působil jako ministr financí.

## Předseda vlády
Po vítězství protisyrské opozice v parlamentních volbách konaných v květnu a červnu 2005 byl 30. června prezidentem Lahúdem požádán, aby sestavil vládu. Odstoupil z funkce předsedy Group Méditerranée (bankovní holding ovládaný rodinou Haríríů). Po náročných jednáních s prezidentem a různými politickými stranami sestavil 19. července 2005 vládu.

## Druhá libanonská válka
Dne 12. července 2006 zahájil Hizballáh útok na Izrael. Izrael zahájil 33denní těžké bombardování a pozemní invazi do Libanonu, známou také jako druhá libanonská válka. Dne 27. července 2006 Siniora ve snaze ukončit konflikt představil na konferenci 15 zemí v Římě sedmibodový Siniorův plán. Rovněž vyzval ke svolání zasedání Ligy arabských států v Bejrútu. Během televizního projevu na konferenci slavně „vzlykal“, když popisoval dopady války na libanonský lid.

## Osobní život
Je známý svým zájmem o arabskou literaturu a poezii.